# Spanien i olympiska sommarspelen 1988
Spanien deltog i de olympiska sommarspelen 1988 med en trupp bestående av 229 deltagare, och totalt blev det fyra medaljer.

## Basket
Herrar
Gruppspel
| Nr | Lag       | S | V | O | F | GM  | IM  | MS   | P  |
| -- | --------- | - | - | - | - | --- | --- | ---- | -- |
| 1  | USA       | 5 | 5 | 0 | 0 | 485 | 302 | +183 | 10 |
| 2  | Spanien   | 5 | 4 | 0 | 1 | 484 | 435 | +49  | 9  |
| 3  | Brasilien | 5 | 3 | 0 | 2 | 590 | 522 | +68  | 8  |
| 4  | Kanada    | 5 | 2 | 0 | 3 | 479 | 455 | +24  | 7  |
| 5  | Kina      | 5 | 1 | 0 | 4 | 433 | 527 | −94  | 6  |
| 6  | Egypten   | 5 | 0 | 0 | 5 | 338 | 568 | −230 | 5  |

Slutspel
|  | Kvartsfinaler (26 september) | Kvartsfinaler (26 september) | Kvartsfinaler (26 september) |               |               | Semifinaler (28 september) | Semifinaler (28 september) | Semifinaler (28 september) |                           |                           | Final (30 september)      | Final (30 september)      | Final (30 september) |
|  |                              |                              |                              |               |               |                            |                            |                            |                           |                           |                           |                           |                      |
|  | A1                           | Jugoslavien                  | 95                           |               |               |                            |                            |                            |                           |                           |                           |                           |                      |
|  | B4                           | Kanada                       | 73                           |               |               |                            |                            |                            |                           |                           |                           |                           |                      |
|  | B4                           | Kanada                       | 73                           |               | A1            | Jugoslavien                | 91                         |                            |                           |                           |                           |                           |                      |
|  |                              |                              |                              |               | A1            | Jugoslavien                | 91                         |                            |                           |                           |                           |                           |                      |
|  |                              | A3                           | Australien                   | 70            |               |                            |                            |                            |                           |                           |                           |                           |                      |
|  | B2                           | A3                           | Australien                   | 70            | Spanien       | 74                         |                            |                            |                           |                           |                           |                           |                      |
|  | B2                           |                              |                              |               | Spanien       | 74                         |                            |                            |                           |                           |                           |                           |                      |
|  | A3                           | Australien                   | 77                           |               |               |                            |                            |                            |                           |                           |                           |                           |                      |
|  |                              |                              |                              |               |               |                            |                            |                            |                           |                           | A1                        | Jugoslavien               | 63                   |
|  |                              |                              | A2                           | Sovjetunionen | 76            |                            |                            |                            |                           |                           |                           |                           |                      |
|  | B1                           | USA                          | 94                           |               |               |                            |                            |                            |                           |                           |                           |                           |                      |
|  | A4                           | Puerto Rico                  | 57                           |               |               |                            |                            |                            |                           |                           |                           |                           |                      |
|  | A4                           | Puerto Rico                  | 57                           |               | B1            | USA                        | 76                         |                            | Bronsmatch (29 september) | Bronsmatch (29 september) | Bronsmatch (29 september) | Bronsmatch (29 september) |                      |
|  |                              |                              |                              |               | B1            | USA                        | 76                         |                            | Bronsmatch (29 september) | Bronsmatch (29 september) | Bronsmatch (29 september) | Bronsmatch (29 september) |                      |
|  |                              | A2                           | Sovjetunionen                | 82            |               |                            |                            |                            |                           |                           |                           |                           |                      |
|  | A2                           | A2                           | Sovjetunionen                | 82            | Sovjetunionen | 110                        |                            | A3                         | Australien                | 49                        |                           |                           |                      |
|  | A2                           |                              |                              |               | Sovjetunionen | 110                        |                            | A3                         | Australien                | 49                        |                           |                           |                      |
|  | B3                           | Brasilien                    | 105                          |               |               |                            |                            |                            |                           |                           | B1                        | USA                       | 78                   |

## Boxning
Lätt flugvikt
- Antonio Caballero
  - Första omgången — Bye
  - Andra omgången — Förlorade mot Dang Nieu Hu (VIE), RSC-2

Flugvikt
- Bonifacio García
  - Första omgången — Förlorade mot Nokuthula Tshabangu (ZIM), 1:4

- Javier Martínez
- José Ortega
- Tomás Ruiz

## Bågskytte
Damernas individuella
- Teresa Valdés – Preliminary round, 57th place

Herrarnas individuella
- Antonio Vazquez – Inledande omgång (→ 32:a plats)
- Avi Jiminex-Tar – Inledande omgång (→ 50:e plats)
- Juan Carlos Holgado – Inledande omgång (→ 52:a plats)

Herrarnas lagtävling
- Vazquez, Jiminex-Tar och Holgado – Inledande omgång (→ 17:e plats)

## Friidrott
Herrarnas 10 000 meter
- Antonio Prieto
  - First Round — 28:22,52
  - Final — 27:52,78 (→ 10:e plats)

- Antonio Serrano
  - First Round — 29:01,13 (→ gick inte vidare)

- José Manuel Albentosa
  - First Round — fullföljde inte (→ gick inte vidare)

Herrarnas maraton
- Alfonso Abellán
  - Final — 2:31:10 (→ 64:e plats)

Herrarnas längdhopp
- Antonio Corgos
  - Kval — 7,88m
  - Final — 8,03m (→ 5:e plats)

Herrarnas tiokamp
- Antonio Peñalver — 7753 poäng (→ 23:e plats)
  1. 100 meter — 11,38s
  2. Längd — 7,08m
  3. Kula — 14,31m
  4. Höjd — 2,00m
  5. 400 meter — 50,24s
  6. 110m häck — 14,97s
  7. Diskus — 46,34m
  8. Stav — 4,40m
  9. Spjut — 55,68m
  10. 1 500 meter — 4:32,68s

Herrarnas 20 kilometer gång
- José Marín
  - Final — 1:20:34 (→ 4:e plats)

- Daniel Plaza
  - Final — 1:21:53 (→ 13:e plats)

- Ricardo Pueyo
  - Final — 1:23:40 (→ 23:e plats)

Herrarnas 50 kilometer gång
- José Marín
  - Final — 3'43:03 (→ 5:e plats)

- Jorge Llopart
  - Final — 3'48:09 (→ 13:e plats)

- Manuel Alcalde
  - Final — 3'59:13 (→ 25:e plats)

Damernas 4 x 400 meter stafett
- Blanca Lacambra, Esther Lahoz, Cristina Pérez, Teresa Zuñiga
  - Heat — startade inte (→ gick inte vidare)

Damernas 10 000 meter
- Ana Isabel Alonso
  - Final — 32:40,50 (→ 25:e plats)

## Fäktning
Herrarnas florett
- Andrés García
- Jesús Esperanza

Herrarnas värja
- Ángel Fernández
- Fernando de la Peña
- Manuel Pereira

Herrarnas värja, lag
- Ángel Fernández, Oscar Fernández, Raúl Maroto, Fernando de la Peña, Manuel Pereira

Herrarnas sabel
- Antonio García

## Handboll
Herrar
Gruppspel
|                 | PLD: | W: | D: | L: | F:  | A:  | Pts. |
| Sydkorea        | 5    | 4  | 0  | 1  | 127 | 117 | 8    |
| Ungern          | 5    | 3  | 0  | 2  | 102 | 93  | 6    |
| Tjeckoslovakien | 5    | 3  | 0  | 2  | 109 | 103 | 6    |
| Östtyskland     | 5    | 3  | 0  | 2  | 109 | 100 | 6    |
| Spanien         | 5    | 2  | 0  | 3  | 101 | 106 | 4    |
| Japan           | 5    | 0  | 0  | 5  | 97  | 126 | 0    |

## Landhockey
Herrar
Gruppspel
| Lag           | Spelade | W | D | L | GF | GA | Poäng |
| ------------- | ------- | - | - | - | -- | -- | ----- |
| Australien    | 5       | 5 | 0 | 0 | 19 | 3  | 10    |
| Nederländerna | 5       | 3 | 1 | 1 | 12 | 6  | 7     |
| Pakistan      | 5       | 3 | 0 | 2 | 15 | 8  | 6     |
| Argentina     | 5       | 2 | 0 | 3 | 8  | 12 | 4     |
| Spanien       | 5       | 1 | 1 | 3 | 6  | 10 | 3     |
| Kenya         | 5       | 0 | 0 | 5 | 5  | 26 | 0     |

## Modern femkamp
Individuella tävlingen
- Eduardo Quesada – 4852 poäng (→ 32:e plats)
- Leopoldo Centeno – 4814 poäng (→ 38:e plats)
- Jorge Quesada – 0 poäng (→ 64:e plats)

Lagtävlingen
- Quesada, Centeno och Quesada – 9666 poäng (→ 19:e plats)

## Simhopp
Herrarnas 3 m
- José Miguel Gil
  - Kval — 483,12 (→ gick inte vidare, 25:e plats)

Herrarnas 10 m
- Emilio Ratia
  - Kval — 425,73 (→ gick inte vidare, 25:e plats)

## Tennis
Herrsingel
- Javier Sánchez
  - Första omgången — Besegrade Sadiq Abdullahi (Nigeria) 6-2 7-5 6-3
  - Andra omgången — Besegrade Grant Connell (Kanada) 6-4 6-4 6-2
  - Tredje omgången — Förlorade mot Paolo Canè (Italien) 6-7 6-4 1-6 2-6

- Emilio Sánchez
  - Första omgången — Besegrade Shuzo Matsuoka (Japan) 6-3 6-4 6-3
  - Andra omgången — Förlorade mot Paolo Canè (Italien) 5-7 3-6 7-6 4-6

- Sergio Casal
  - Första omgången — Besegrade Mark Gurr (Zimbabwe) 6-2 6-3 6-1
  - Andra omgången — Besegrade Leonardo Lavalle (Mexiko) 6-3 6-4 7-6
  - Tredje omgången — Förlorade mot Michiel Schapers (Nederländerna) 4-6 6-4 6-2 3-6 4-6

Herrdubbel
- Emilio Sánchez och Sergio Casal →  Silver
  - Första omgången – Besegrade Andrei Olhovskij och Alexander Volkov (Sovjetunionen) 6-3 6-3 6-1
  - Andra omgången – Besegrade Alex Antonitsch andoch Horst Skoff (Österrike) 6-4 6-2 6-1
  - Kvartsfinal – Besegrade Goran Ivanišević och Slobodan Živojinović (Jugoslavien) 6-1 7-6 6-3
  - Semifinal – Besegrade Stefan Edberg och Anders Järryd (Sverige) 6-4 1-6 6-3 6-2
  - Final – Förlorade mot Ken Flach och Robert Seguso (USA) 3-6 4-6 7-6 7-6 7-9